# Слюдянка (река, Северобайкальский район)
Слюдянка — река в России, протекает по территории Северо-Байкальского района Бурятии. Река впадает в озеро Байкал. Длина реки — 46 км, площадь водосборного бассейна — 80 км².
В габбро реки Слюдянка встречается гиперстен — породообразующий минерал, являющийся основой изверженных горных пород (принадлежит к группе пироксенов).

## Данные водного реестра
По данным государственного водного реестра России относится к Ангаро-Байкальскому бассейновому округу.
Код объекта в государственном водном реестре — 16040000112116300000732.